# Melanie Faißt
Melanie Faißt (Titisee-Neustadt, 12 febbraio 1990) è un'ex saltatrice con gli sci tedesca.
È sorella del combinatista nordico Manuel, a sua volta sciatore nordico di alto livello.

## Biografia
Nata a Titisee-Neustadt, Melanie Faißt debutta nel Circo bianco il 24 agosto 2003 a Meinerzhagen (Germania), disputando una gara valida per il punteggio FIS, giungendo 23ª. Esordisce in Coppa Continentale due anni dopo con un 33º posto ottenuto a Schönwald.
Il 3 dicembre 2011 a Lillehammer (Norvegia) si aggiudica il terzo posto nella prima gara assoluta della Coppa del Mondo femminile, un'individuale HS100, alle spalle della statunitense Sarah Hendrickson e della francese Coline Mattel.
Durante la stagione 2013-2014 annunciò il ritiro dalle competizioni

## Palmarès

### Coppa del Mondo
- Miglior piazzamento in classifica generale: 8ª nel 2012
- 1 podio:
  - 1 terzo posto

### Coppa Continentale
- Miglior piazzamento in classifica generale: 4ª nel 2011
- 7 podi:
  - 1 secondo posto
  - 6 terzi posti

### Campionati tedeschi
- 3 medaglie[1]:
- 1 oro (individuale nel 2005)
- 1 argento (individuale nel 2011)
- 1 oro (individuale nel 2006)